# Браћа Маркс
Браћа Маркс (енгл. Brothers Marx): Артур - Харпо (1888—1964), Џулијус - Гручо (1890—1977), Леонард - Чико (1887—1961), Милтон - Гумо (1893—1977) и Херберт - Зепо (1901—1979) су били сјеверно-амерички комичари.
У периоду од 1935. до 1940. године својим каламбурима и парадоксима доминирали су америчком филмском комедијом.

## Имена браће, породично порекло и животно доба
Браћа Маркс су рођена у Њујорку, синови јеврејских имиграната из Немачке и Француске. Њихова мајка Мини Шонберг (професионално позната као Мини Палмер, касније менаџер браће) била је из Дорнума у Источној Фризији, а њихов отац Самуел („Сам”; рођен као Сајмон) Маркс био је родом из Мерцвилера, малог алзаског села, и радио као кројач. Његово име је промењено у Самуел Марк и добио је надимак „Френчи”. Породица је живела у округу Јорквил на њујоршкој Горњој источној страни, са центром у ирској, немачкој и италијанској четврти. Браћа су најпознатија по уметничким именима:
| Сценско име | Име по рођењу             | Рођен              | Преминуо            | Узраст | Смрт             |
| ----------- | ------------------------- | ------------------ | ------------------- | ------ | ---------------- |
| Чико        | Леонард Џозеф             | 22. март 1887.     | 11. октобар 1961.   | 74     | Атеросклероза    |
| Харпо       | Адолф (након 1911: Артур) | 23. новембар 1888. | 28. септембар 1964. | 75     | Затајење срца    |
| Граучо      | Џулијус Хенри             | 2. октобар 1890.   | 19. август 1977.    | 86     | Упала плућа      |
| Гамо        | Милтон                    | 23. октобар 1892.  | 21. април 1977.     | 84     | Мождано крварење |
| Зепо        | Херберт Манфред           | 25. фебруар 1901.  | 30. новембар 1979.  | 78     | Рак плућа        |

Још један брат, Манфред („Мани”), прворођени син Сема и Мини, рођен је 1886. године и умро у детињству:
Породична сага говори о прворођеном сину Манију, рођеном 1886. године, али је преживио само три месеца и умро од туберкулозе. Чак су се и неки чланови породице Маркс питали да ли је он чисти мит, али постојање Манфреда се може проверити: извод из књиге умрлих округа Менхетн открива да је 17. јула 1886. године, у старости од седам месеци, умро од ентероколитиса, чему је допринела „астенија”, тј. вероватно жртва грипа. Сахрањен је на гробљу Вашингтон у Бруклину, поред своје баке, Фани Софи Шонберг (рођене Саломонс), која је умрла 10. априла 1901.
Браћа Маркс су такође имала старију 'сестру' - заправо рођаку, рођену у јануару 1885. - коју су усвојили Миние и Френчи. Звала се Паулине, или „Поли”. Граучо је о њој говорио на свом концерту у Карнеги Холу 1972. године.
Мини Маркс је дошла из породице извођача. Мајка јој је била јодлерска харфисткиња, а отац вентрилоквиста; обоје од који су били вашарски забављачи. Око 1880. породица је емигрирала у Њујорк, где се Мини удала за Сама 1884. Током раног 20. века, Мини је помогла свом млађем брату Абрахаму Елиесеру Адолфу Шонбергу (уметничко име Ал Шин) да уђе у шоубизнис; он је постао веома успешан на водвиљу и Бродвеју као половина музичке комедије двоструког чина Галагер и Шин, и то је браћи омогућило улазак у музичку комедију, водвиљ и Бродвеј на Минин подстрек. Мини је такође деловала као менаџер браће, користећи име Мини Палмер тако да агенти нису одмах знали да је она и њихова мајка. Сва браћа су потврдила да је Мини Маркс била глава породице и покретачка снага за покретање трупе, једина особа која их је могла држати у реду; за њу су говорило да је била неумитан преговарач са управом позоришта.
Гамо и Зепо су обоје постали успешни бизнисмени: Гамо је остварио успех својим агенцијским активностима и кишним мантилима а Зепо је постао мултимилионер кроз своје инжењерско пословање.

## Филмови браће Маркс
Филмови у којима су глумила најмање четворица браће:
- Смешни ризик (вероватно 1921), никада није приказан; вероватно изгубљен
- Кокосови ораси (1929), реализовао Парамаунт
- Животињски крекери (1930), реализовао Парамаунт
- Кућа коју су изградиле сенке (1931), реализовао Парамаунт (кратки филм)
- Мајмунска посла (1931), реализовао Парамаунт
- Коњске перјанице (1932), реализовао Парамаунт
- Пачја супа (1933), реализовао Парамаунт

Филмови у којима су глумили само Харпо, Чико и Гручо:
- Ноћ у опери (1935), реализовао МГМ
- Дан на тркама (1937), реализовао МГМ
- Рум сервис (1938), реализовао РКО
- Дан у циркусу (1939), реализовао МГМ
- На запад (1940), реализовао МГМ
- Продавница (1941), реализовао МГМ
- Ноћ у Казабланки (1946), реализовао Јунајтед Артистс
- Срећна љубав (1949), реализовао Јунајтед Артистс
- Историја човечанства (1957).